# والریا پیشلینا
والریا پیشلینا (بلاروسی: Валерыя Ігараўна Пішчэліна؛ زادهٔ ۲۷ فوریهٔ ۱۹۹۵) ژیمناست ریتمیک زن اهل بلاروس است.